# Myriozoella
Myriozoella is een geslacht van mosdiertjes uit de familie van de Myriaporidae. De wetenschappelijke naam van het geslacht werd voor het eerst geldig gepubliceerd in 1909 door Levinsen.

## Soorten
De volgende soorten zijn bij het geslacht ingedeeld:
- Myriozoella costata Kluge MS in Androsova, 1958
- Myriozoella crustacea (Smitt, 1868)
- Myriozoella plana (Dawson, 1859)